# Thomas Rivera Schatz
Thomas Rivera Schatz (Nueva York, 10 de junio de 1966) es un político, consejero legal y abogado puertorriqueño que sirve como senador por acumulación desde 2009. Rivera Schatz fue el decimocuarto y decimosexto Presidente del Senado de Puerto Rico. Es miembro del Partido Nuevo Progresista, de cual sirvió como presidente de 2019 a 2020, y del Partido Republicano de los Estados Unidos.

## Primeros años y educación
Rivera Schatz nació en la ciudad de Nueva York. Sus padres son Christa Schatz y José "Nia" A. Rivera, alcalde de Trujillo Alto de 1977 a 1981. Su madre es originaria de Alemania. Comenzó su desarrollo académico cursando estudios en el Colegio Santa Cruz en Trujillo Alto, del cual se graduó en el año 1984. Inició su carrera universitaria en la Universidad Interamericana de Puerto Rico, habiéndose graduado con un Bachillerato en ciencias políticas. Posteriormente, ingresó a la Facultad de Derecho de dicha universidad, graduándose con una de las puntuaciones más altas en el 1992.

## Carrera política
En el 1992, Rivera Schatz comenzó su carrera profesional sirviendo como asesor legal para el Senado y la Cámara de Representantes de Puerto Rico. En el 1996, el entonces gobernador de Puerto Rico, Pedro Rosselló, lo nombró fiscal del Departamento de Justicia. En el 2001 fue nombrado Comisionado Electoral del PNP por el entonces presidente de la colectividad, Carlos Pesquera y, para el ciclo electoral de 2004, fue nombrado Secretario General del PNP, puesto que ocupó a la vez con su posición de Comisionado Electoral hasta el 1 de agosto de 2007, momento en que se retira para radicar su candidatura al Senado por Acumulación. En 2019 Rivera Schatz fue nombrado presidente del Partido Nuevo Progresista tras la renuncia de Ricardo Rosselló. Ocupó el puesto hasta la victoria de Pedro Pierluisi en las primarias para la gobernación en 2020. Desde entonces es vicepresidente del partido junto con la Comisionada residente Jenniffer González.
En el 2008 fue elegido senador. Ha sido reelegido en 2012, 2016 y 2020. El 12 de enero de 2009, fue seleccionado como el decimocuarto Presidente del Senado de Puerto Rico; puesto que ejerció hasta enero de 2013. En las elecciones de 2012, su partido perdió la mayoría del Senado pero Rivera Schatz juramentó nuevamente como senador por acumulación tras obtener el porcentaje de votos más alto entre todos los candidatos. En enero de 2017 el Partido Nuevo Progresista retoma la mayoría y es electo por segunda vez como Presidente del Senado. Tras las elecciones de 2020, el PNP vuelve a perder la mayoría y pasa a ser portavoz de su partido. El 5 de noviembre de 2024, fue elegido presidente del Senado.
Previo a las primarias para la gobernación de 2024, Rivera Schatz endosó al titular Pedro Pierluisi sobre la entonces Comisionada residente Jenniffer González.

## Vida personal
El 16 de julio de 1994 se casó con Katherine Alfonso Urbina con quien no tuvo hijos. En 2021 se dio a conocer el divorcio de la pareja. Rivera Schatz comparte una hija con Dalcia Lebrón Nieves.

## Historial electoral
| Año  | Cargo                   | Tipo      | Partido | Partido | Votos   | %     | Posición | Resultado |
| ---- | ----------------------- | --------- | ------- | ------- | ------- | ----- | -------- | --------- |
| 2008 | Senador por acumulación | Generales |         | PNP     | 159,922 | 8.6   | 2.º      | Electo    |
| 2012 | Senador por acumulación | Generales |         | PNP     | 159,639 | 8.84  | 1.º      | Reelecto  |
| 2016 | Senador por acumulación | Generales |         | PNP     | 151,504 | 10.33 | 2.º      | Reelecto  |
| 2020 | Senador por acumulación | Generales |         | PNP     | 80,139  | 6.62  | 4.º      | Reelecto  |